# Brick (bateau)
Pour les articles homonymes, voir Brick.

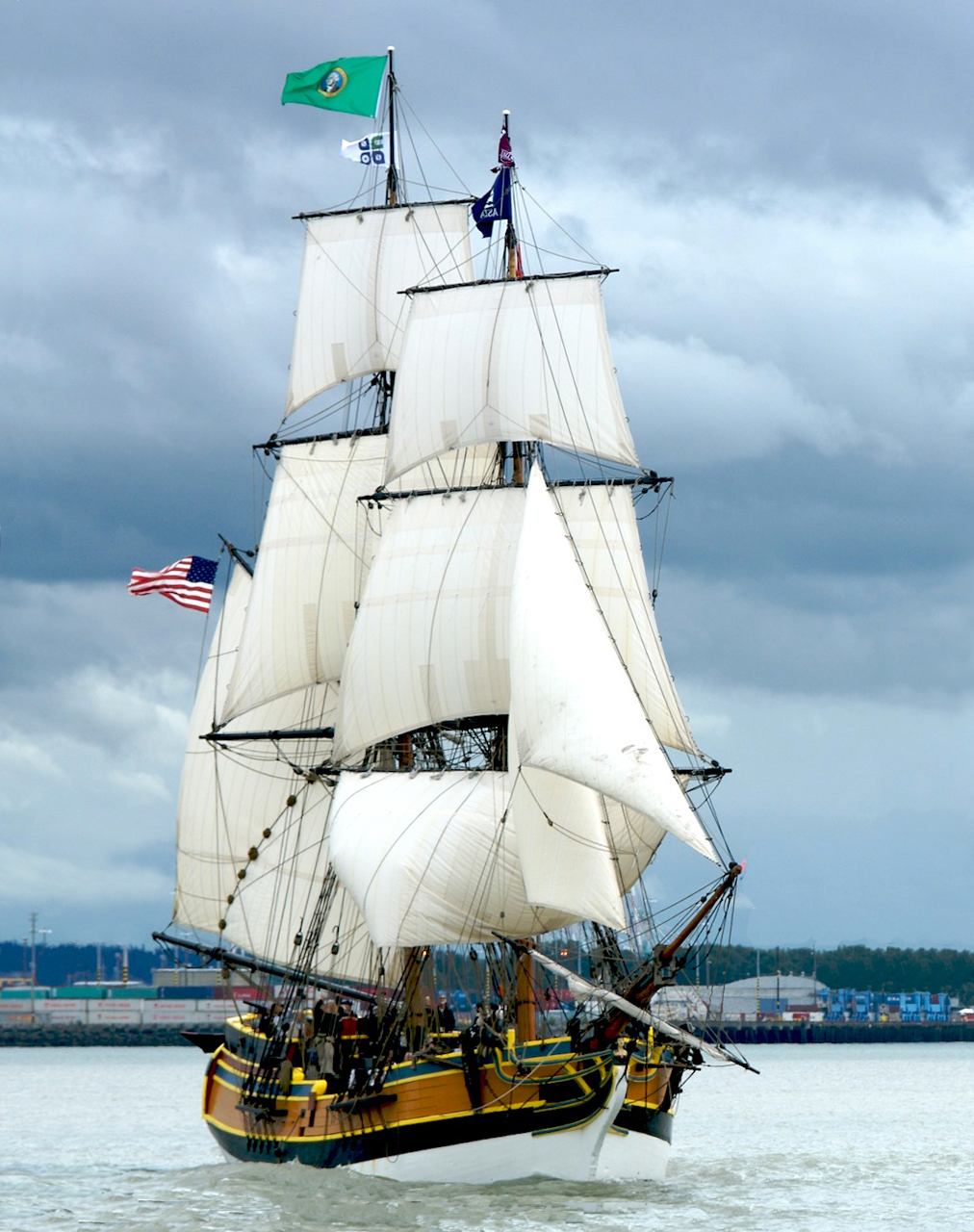
Le brick Lady Washington

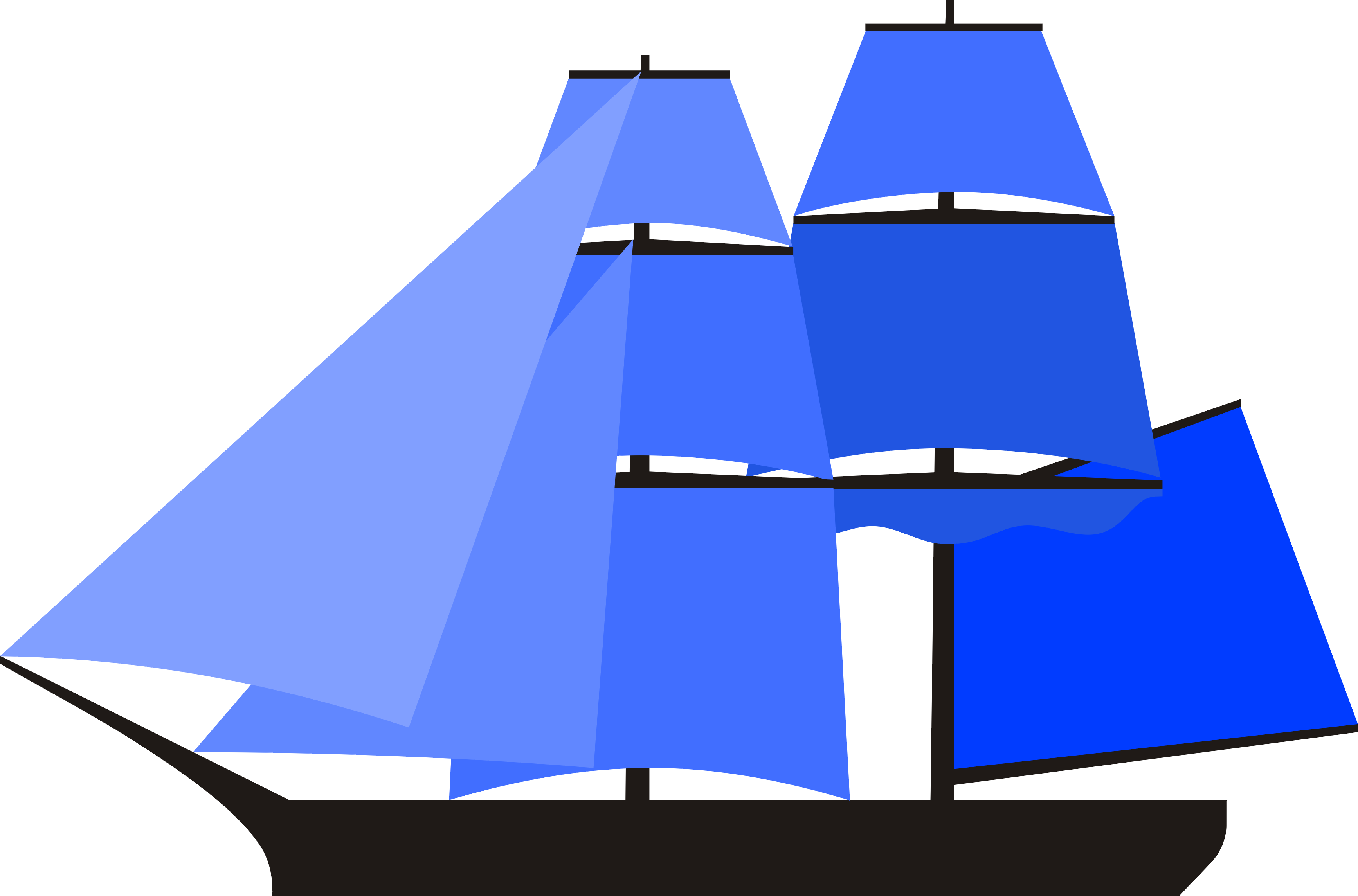
Principales voiles d'un brick

Un brick (en anglais : brig) est un voilier à deux mâts exclusivement : un grand mât (arrière) et le mât de misaine plus petit à l'avant, gréé entièrement en voiles carrées, avec une brigantine à l'arrière.
Rapide et maniable, le brick constitue un des gréements à voile carrée les plus fréquents — avec les trois-mâts — très répandu entre la fin du XVIIe siècle, durant tout le XVIIIe siècle et jusqu'à la première moitié du XIXe siècle.
Navire de prédilection des pirates et corsaires, les bricks étaient également utilisés dans le commerce (cabotage ou long cours), l'exploration et par les marines de guerre à voile (escorte, blocus, guérilla ou navire de liaison).

## Détail du gréement
Les deux mâts portent très fréquemment des voiles multiples, classiquement trois voiles carrées par mât :
- grand mât (arrière) : grand-voile ; grand hunier ; grand perroquet (de la base vers le haut) ;
- mât de misaine (avant) : voile de misaine ; petit hunier ou hunier de misaine ; petit perroquet ou perroquet de misaine (de la base vers le haut).

Les plus grands bricks peuvent avoir jusqu'à cinq voiles carrées par mât, qui dans ce cas s'appellent (par exemple dans le cas du grand mât) grand-voile, grand hunier fixe, grand hunier volant, grand perroquet, grand cacatois. De même mutatis mutandis pour le mât de misaine.
À ceci s'ajoutent des voiles triangulaires d'appoint :
- brigantine : voile aurique rattaché à la base du grand mat ;
- flèche de brigantine (triangulaire normalement, au-dessus de la brigantine)
- voiles d'étai : voiles triangulaires entre les mâts ;
- focs (clinfoc, foc et trinquette) : 1 à 3 voiles triangulaires à l'avant du navire.

Toutes les voiles ne sont pas déployées en même temps, on distingue deux principales configurations :
- vent arrière : Toutes les voiles carrées sont déployées avec les vergues perpendiculaires au bateau (et au vent arrière), les voiles triangulaires (focs, voiles d'étai et brigantine) restent ferlées car elles n'ont pas d'utilité ;
- vent latéral : Les vergues sont orientées pour positionner les voiles carrées perpendiculairement au vent, toutes les voiles triangulaires sont déployées. La grand-voile est rarement déployée et souvent absente : son usage est peu utile car elle est recouverte presque intégralement par la brigantine, les voiles d'étai et la voile de misaine.

Les mâts peuvent avoir une quête (être un peu inclinés).

## Point forts, points faibles

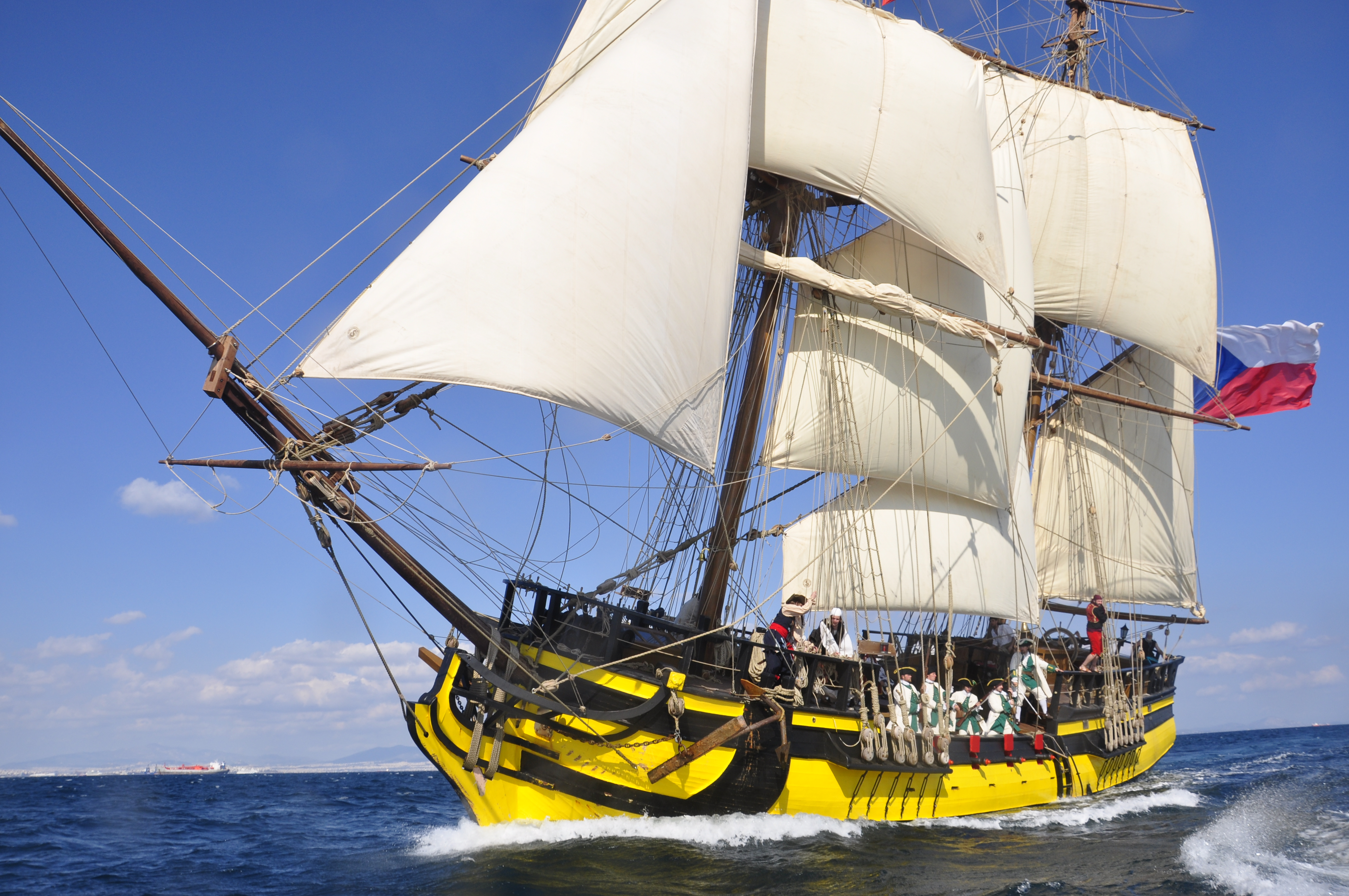
Le brick tchèque La Grâce est un modèle typique de navire du XVIIIe siècle ; ici par vent latéral : la brigantine, les voiles d'étai et focs sont déployés, les grandes voiles ferlées.

Les voiles carrées offrent au vent une surface optimale qui permet de très bonnes performances par vent portant. Les voiliers à phares carrés sont toujours, sans exception, médiocres au vent arrière, les phares arrières masquant l'avant, et la maniabilité est altérée  . Sous allure de largue (vent latéral), c'est optimal, les voile axiales portant au mieux, Au près, la vitesse des navires à gréements carrés devient moins bonne, mais les vergues portant les voiles carrées sont pivotées pour être orientées perpendiculairement au vent et des voiles auriques ou triangulaires sont déployées lorsque ces voiles existent sur le navire.
Un peu moins maniable au largue qu'une goélette mais plus rapide par vent arrière, ce type de navire léger, manœuvrable et rapide, était très utilisé comme navire de commerce, navire militaire et par la piraterie. En effet, il constituait un bon équilibre charge / vitesse / maniabilité permettant à la fois un emport en marchandises ou en hommes acceptable, avec un équipage minimal (entre 12 et 16 marins) bien qu'il puisse être manœuvré dans l'absolu par 3 à 5 marins. Sur le plan militaire, ils avaient aussi la possibilité d'être armés avec un nombre réduit de canons (entre 8 et 18 pièces de petits calibres), toutefois suffisant pour attaquer de petites unités, des navires de commerce ou pendant la chasse de plus gros navires à aborder.
Aussi bien taillé pour la course en mer (corsaire), que pour le cabotage ou le convoyage, les bricks étaient parmi les navires les plus rapides du XVIIIe siècle, avec des vitesses de l'ordre de 11  à   15 nœuds que seuls quelques frégates ou cotres pouvaient égaler. Leurs qualités nautiques notoires en matière de vitesse et de manœuvrabilité, en ont fait un type de navire très apprécié et fort utilisé comme navire négrier durant les années du commerce triangulaire. Ils ont été particulièrement populaires au XVIIIe siècle et au début du XIXe siècle. Les bricks ont été supplantés par les grands clippers au cours du XIXe siècle (de plus grande capacité), puis par l'arrivée des navires à vapeur qui nécessitaient un équipage moindre pour une capacité de chargement plus forte et une navigation possible sous toutes orientations des vents.

## Comparaison des gréements à deux mâts (grand-mât à l'arrière)
il existe des variantes de gréements voisins des bricks :
- Le brigantin désigne un gréement voisin du brick ou du brick-goélette sans grand-voile avec une grande brigantine[3].
- Le brick-goélette, gréé en voiles carrées sur le mât de misaine et en voiles auriques à corne sur le grand mât arrière.
- La goélette se distingue du brick par son gréement complet avec des voiles auriques ou voiles triangulaires.
- Les goélettes à huniers qui disposent de voiles carrés s'appellent les goélette à huniers.
- Le Senau est un deux-mâts de commerce ou de guerre, peu fréquent, très proche du brick. Il est gréé en voiles carrées avec un petit mât additionnel dit de tapecul ou "mât de Senau" à l'arrière du grand-mât (qui est dédoublé). Ce navire dérive d'une évolution des trois mâts : le mât d'artimon souvent le petit des trois mâts se retrouve de plus en plus proche du grand-mât[4], jusqu'à finir accolé à celui-ci, ne portant qu'une voile : la brigantine.

| Type de gréement                                                                        | Type de gréement                                                                        | Exemple de Navire                                                                                               |
| --------------------------------------------------------------------------------------- | --------------------------------------------------------------------------------------- | --- |
| Brick ("brig" en anglais)                                                               | Brick                                                                                   | |
| Brigantin ("Brigantine" s.s. en anglais)                                                | Brigantin ("Brigantine" s.s. en anglais) · Brigantin                                    | Le brigantin Experiment, the Newburyport, construite à Amesbury en 1803 (painyure de Nicolay Carmillieri, 1807) |
| Brick-goélette ("hermaphrodite-Brig" ou "shooner-brig" ou "brigantine" s.l. en anglais) | Brick-goélette ("hermaphrodite-Brig" ou "shooner-brig" ou "brigantine" s.l. en anglais) | |
| Goélette à doubles huniers ("double-topsail schooner" ou "jackass brig" en anglais)     | Goélette à doubles huniers ("double-topsail schooner" ou "jackass brig" en anglais)     | |
| Goélette à Hunier ("topsail schooner" en anglais)                                       | Goélette à Hunier ("topsail schooner" en anglais)                                       | |
| Goélette ou Goélette franche ("schooner" en anglais)                                    | Goélette ou Goélette franche ("schooner" en anglais)                                    | |

## Étymologie
Le mot Brick est dérivé du terme anglais "brig", lui-même une abréviation de "brigantine", traduction en Anglais du type de navire appelé brigantin en français (la voile nommée "brigantine" en français se traduit par "spanker" en anglais).
Ainsi le brick est désigné par un type de gréement voisin du brick sensu stricto. Le brick, effectivement développé comme une variante du brigantin avec deux mâts gréés en carré au lieu d'un seul, génère une plus grande puissance par vent arrière. Un autre avantage du brick gréé en carré sur le brigantin vient du fait que les voiles plus petites et plus nombreuses sont plus faciles à manœuvrer et nécessitent moins d'hommes. La variante a été si populaire que le terme "brick" est venu caractériser ce type de gréement.
Au XVIIe siècle, la Royal Navy, marine royale britannique, définit par "brick" un bâtiment ayant deux mâts gréés en carrés.

## Historique

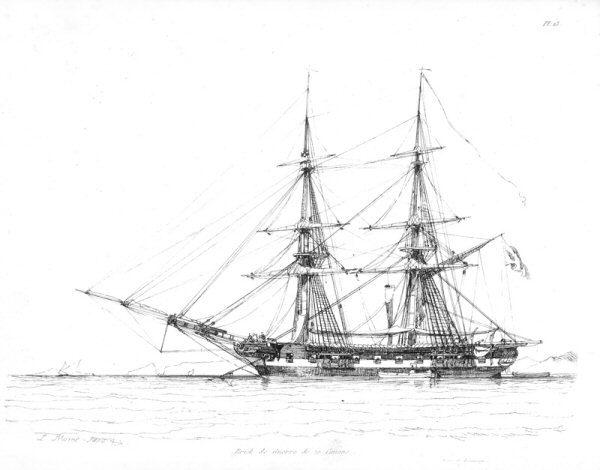
Brick de guerre de 20 canons (le maximum observé sur ce type de navire). Observez les vergues de huniers et de perroquets baissées lorsque les voiles sont pliées pour abaisser le centre de gravité du navire.

Bien que leur utilisation remonte d'avant le XVIIe siècle, l'usage des brick se maintient au XVIIIe siècle et XIXe siècle avec leur implication dans la piraterie, des batailles navales célèbres telles que la bataille du Lac Érié et le commerce avec les colonies. Des bricks était aussi construits avec des dimensions parfois supérieures à celles des goélettes, navires à trois-mâts. Les longueurs des bricks variaient de 23 à 50 m avec un déplacement allant jusqu'à 480 t.
Dans la Royal Navy britannique, les bricks étaient dénommés brig sloops et constituaient avec les corvettes à 3 mâts (ship sloops) la catégorie des sloops of war. Quoique d'une taille plus réduite que celle d'une frégate, leur rôle était voisin : bateau messager, d'exploration, d'escorte de navires marchands ou de navires de lignes, de blocus, ou de guérilla maritime.
Au début du XIXe siècle, le brick était un cargo standard rapide, d'abord à coque bois, puis à coque et mâts en acier vers la fin du XIXe siècle. Même si l'équipage des bricks était réduit, ils furent supplantés au cours du XIXe siècle par les navires gréés à plus de deux mâts également plus grands mais ne nécessitant pas plus de marins pour les manœuvrer. Ils ont été remplacés dans le trafic commercial par les goélettes à voiles auriques (qui avaient besoin de moins de personnel) puis par les bateaux à vapeur.
Le Telos, construit à Bangor, Maine en 1883, aurait été le dernier brick à se joindre à la marine marchande américaine. Il a fait naufrage sur l'île Aves, au large de Bonaire dans les Caraïbes, en 1900 signant symboliquement la fin des bricks dans la marine marchande.
Les bricks construits par la suite serviront de voiliers d'agrément ainsi que de navire école.

## Quelques bricks modernes et répliques

### Navire en état de naviguer

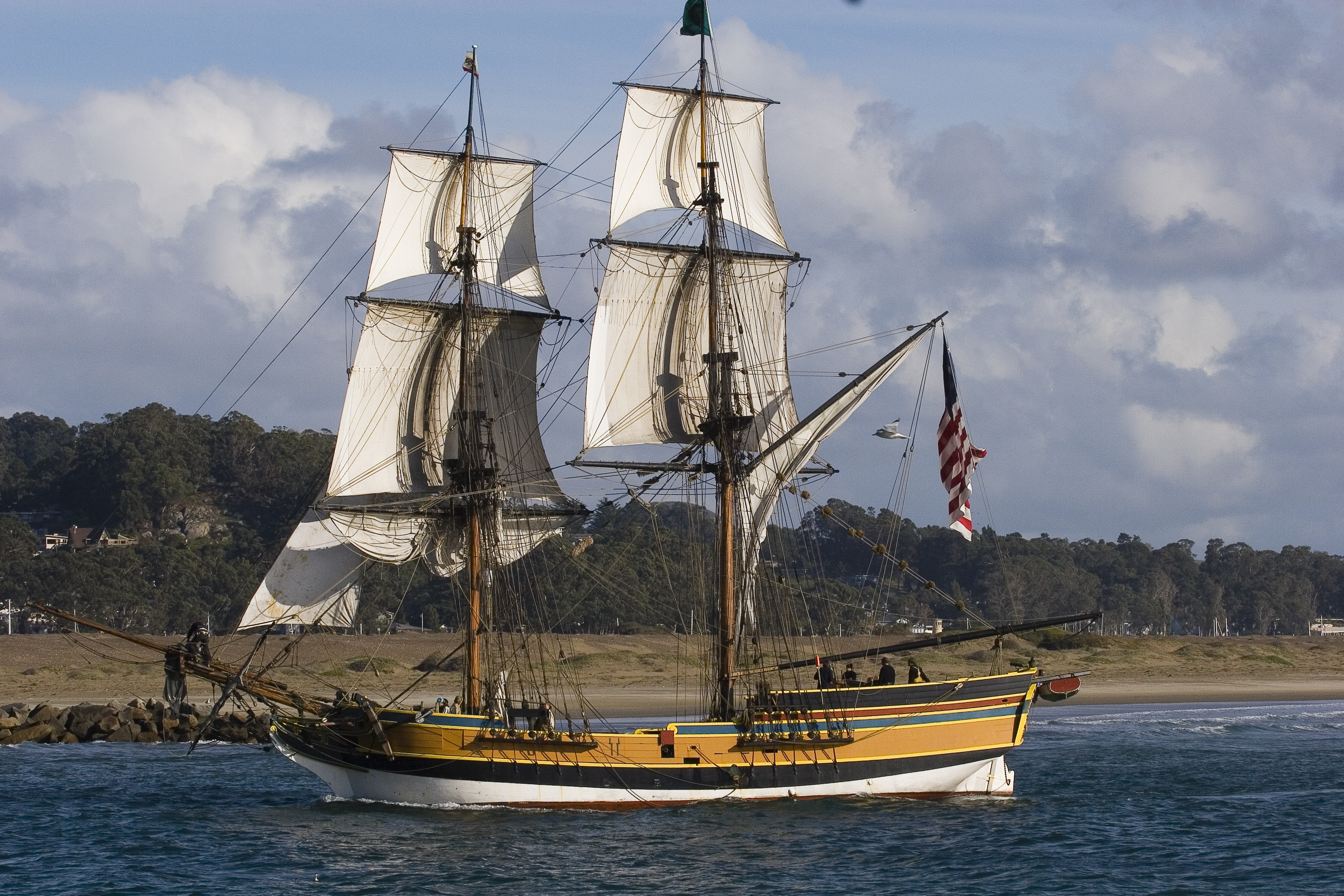
Le Lady Washington a tourné dans Pirates des Caraïbes sous les couleurs de "L'interceptor"

- Le Lady Washington (1989),  États-Unis
- Le Roald Amundsen (1952)[5],  Allemagne
- Le Corwith Cramer (1987),  États-Unis
- Le Young Endeavour (1987),  Australie
- Le One and All (1987),  Australie
- Le Niagara (1988),  États-Unis
- Le Fryderyk Chopin (1991),  Pologne

- L’Aphrodite (1994),  Pays-Bas
- Le Chopin (1999),  Pologne

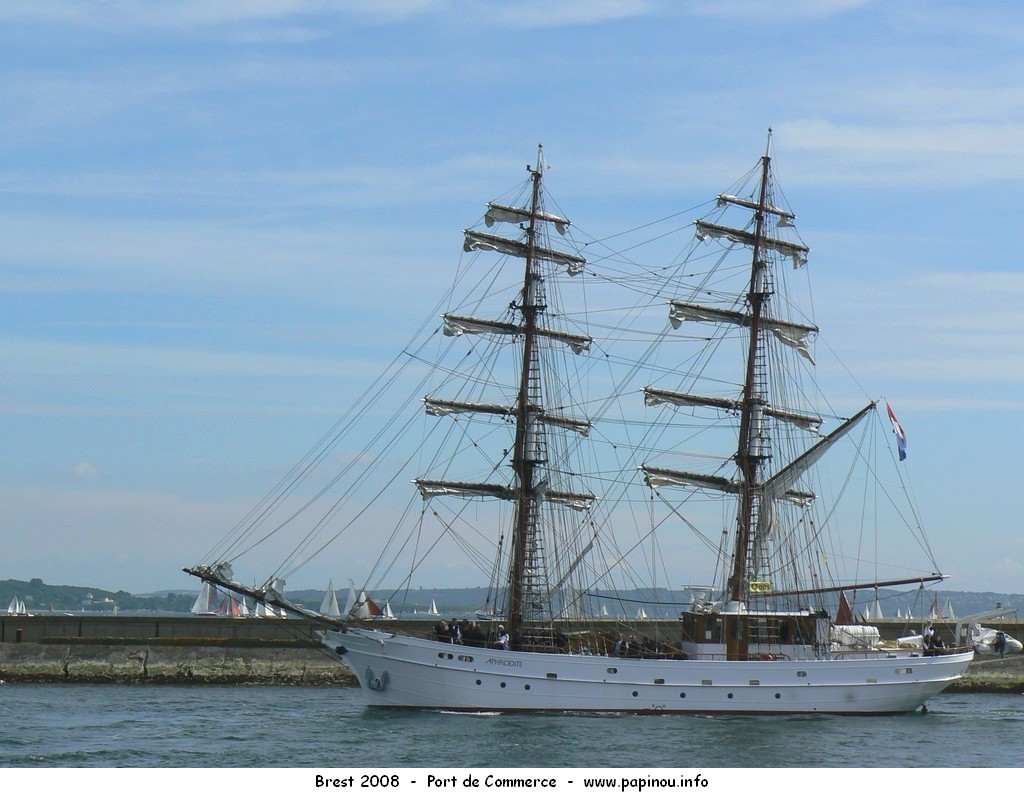
LAphrodite est un brick hollandais moderne à 5 voiles carrées par mât

- Le Stavros S. Niarchos (2000),  Royaume-Uni
- Le PNS Rah Naward (2001),  Pakistan; ancien Prince William,  Royaume-Uni
- Le Robert C. Endeavour (2001),  États-Unis
- L’Irving Johnson (2002)  États-Unis
- Le Mercedes (2005),  Pays-Bas
- Le Morgenster (2008),  Pays-BasLa Grace à quai à Sète en 2016

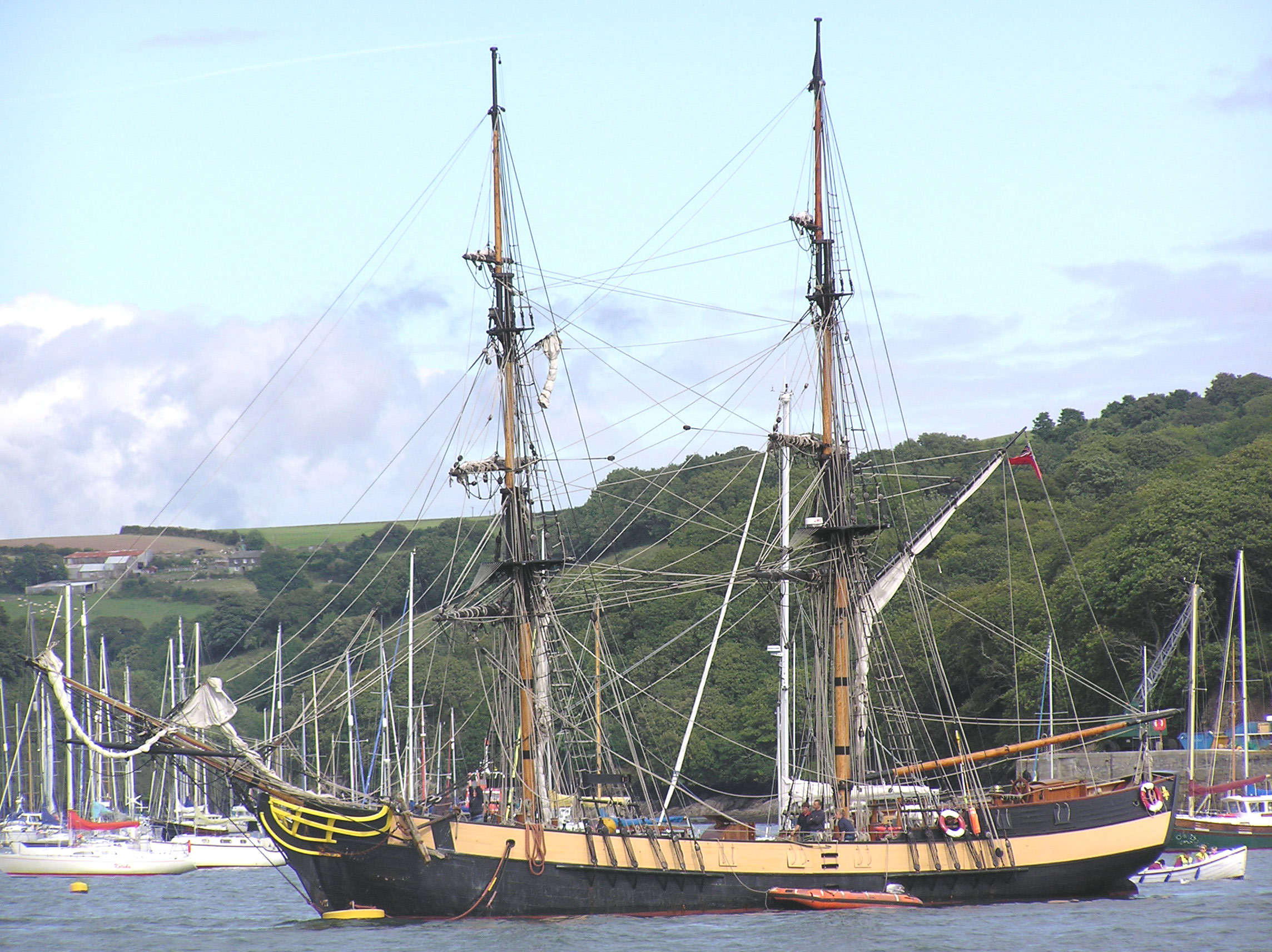
Le brick Phoenix au mouillage à Fowey

- La Grace (2010),  République tchèque
- Le Tre Kronor (2008),  Suède[6]
- Le Bob Allen
- Le Lady Nelson (1988),  Australie
- Le TS Royalist (1971),  Royaume-Uni

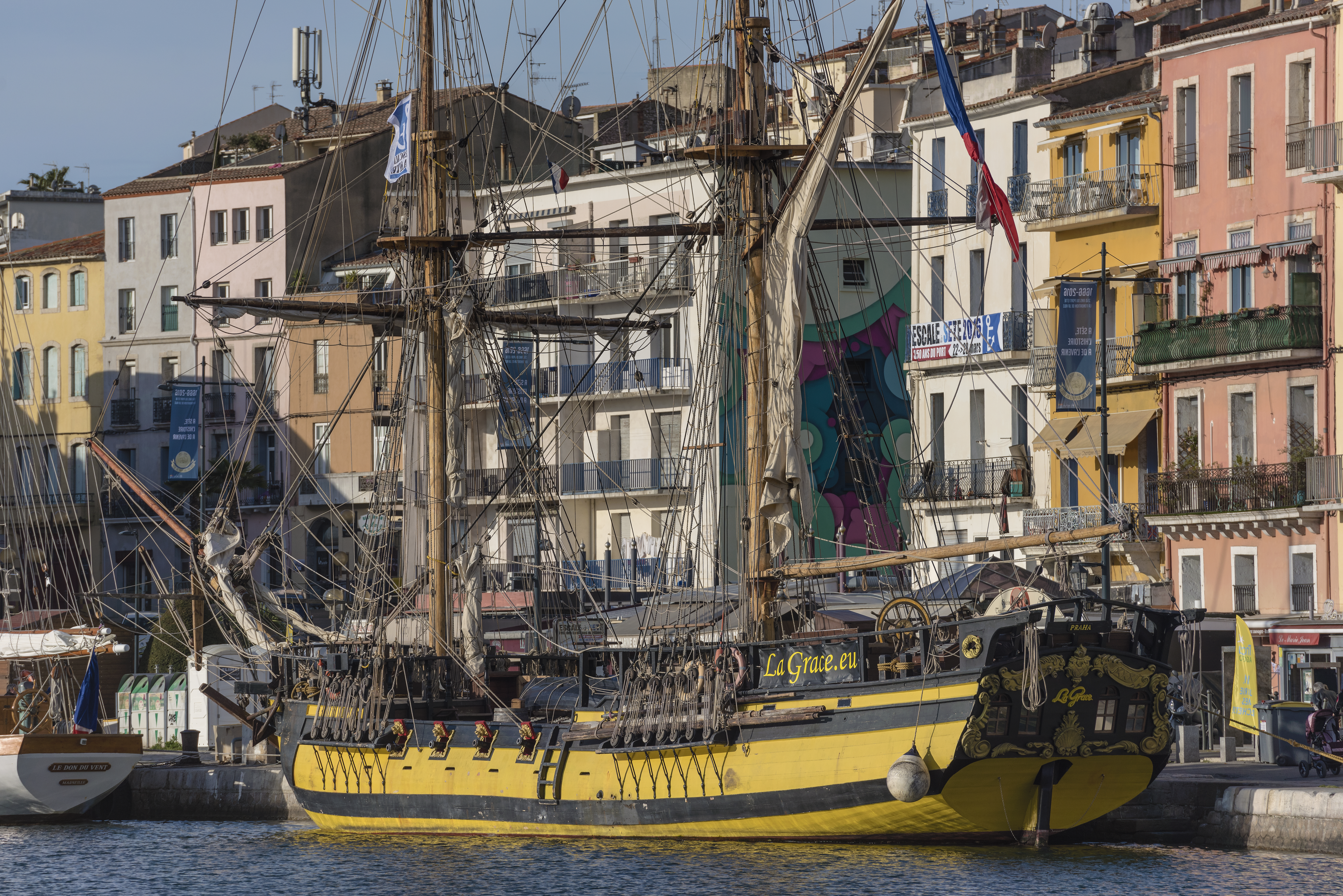
La Grace à quai à Sète en 2016

- Le PilgrimLe brick Phoenix au mouillage à Fowey

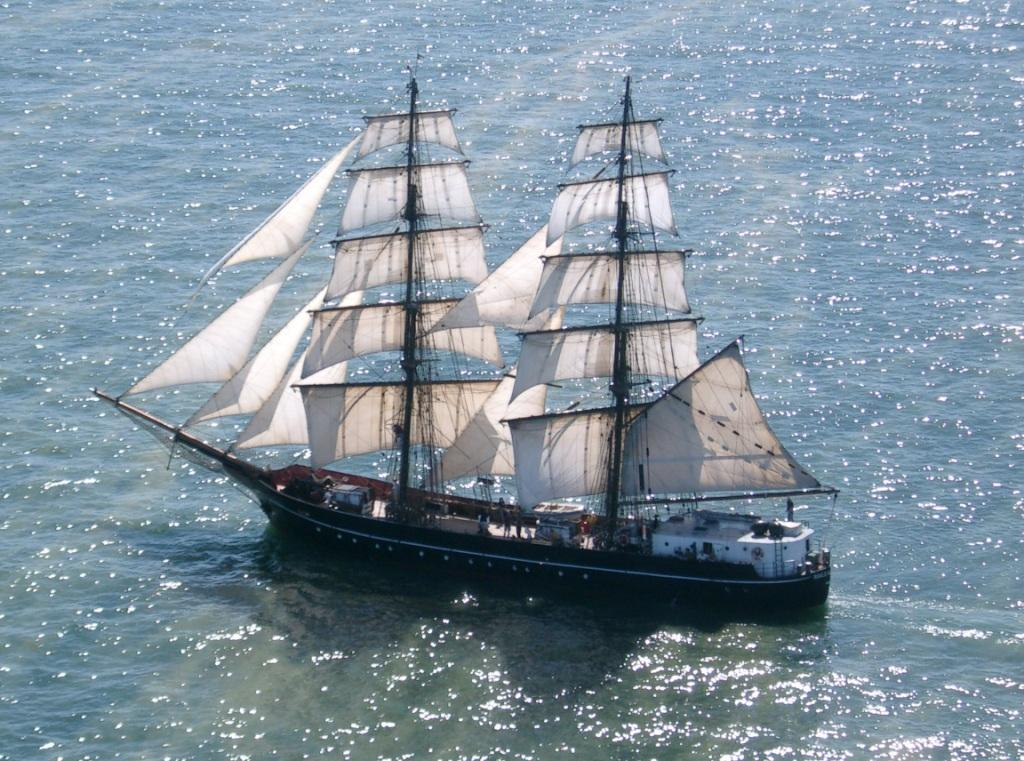
Le brick allemand Roald Amundsen

- Le Phoenix

### Navire disparus
- Le Marsouin (1809-1834),  France
- Le Maria Asumpta (1858-1995),  Royaume-Uni
- L'Astrid (1918-2013),  Royaume-Uni

## Quelques bricks historiques
- L'USS Argus (1803)
- L'Archer
- L'USS Oneida

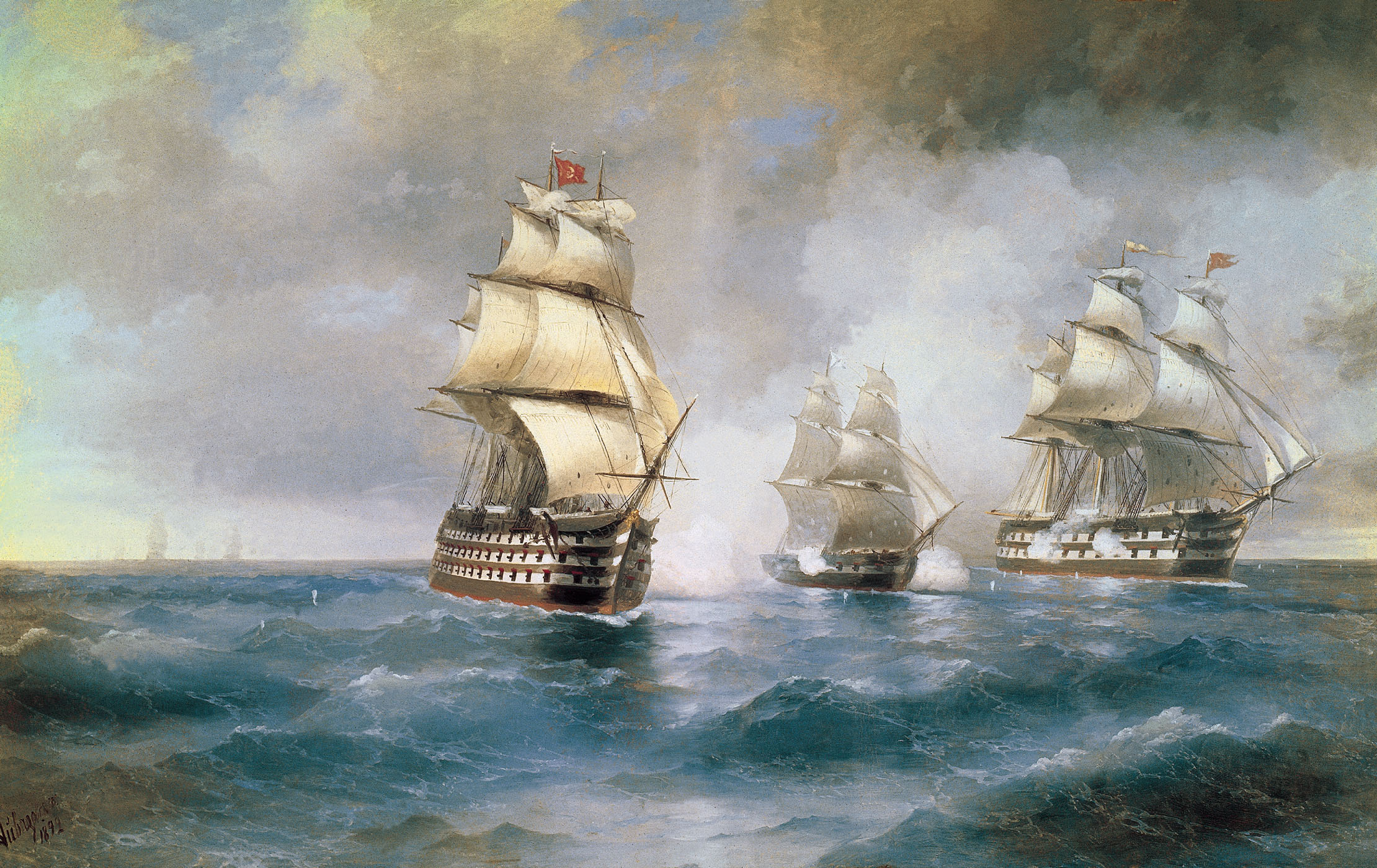
Le brick Mercury attaqué par deux vaisseaux de lignes turcs (Ivan Aïvazovski, 1892)

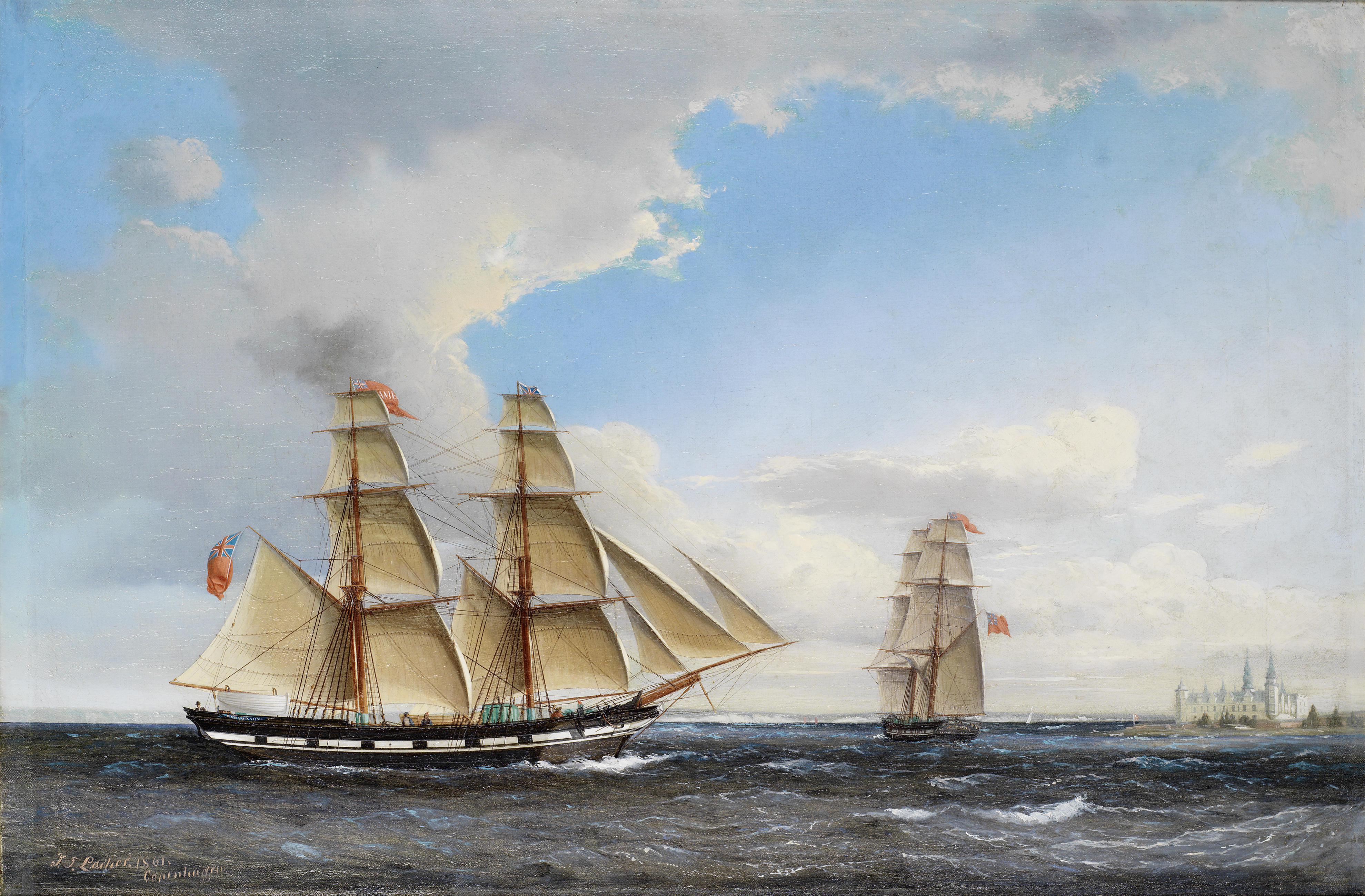
Bricks de la Royal Navy (toile de 1861)

- Le Mercury (Меркурий) navire russe de 1819 de 18 canons peint par Ivan Aïvazovski.
- L'USS Niagara
- L'USS Oregon
- Le Potomac
- Le Rebecca
- L'Alerte,  France
- L'USS Reprisal
- Le HMS Beagle : brick de 1820 de la Royal Navy affrété pour l'exploration des côtes sud américaines, australiennes et africaines par Charles Darwin.
- Le Carrick (1812-1847) premier navire à introduire le choléra aux Amériques en 1832, il fait naufrage en 1847 dans le golfe du Saint-Laurent.
- Le Pride (brick pirate de Jean Laffite)
- Le HMS Badger (1777) premier navire commandé par l'amiral Horatio Nelson, le héros britannique de la bataille de Trafalgar.
- Le Wharton
- Le Joel Root
- Le Rover (navire corsaire anglais),  Angleterre

## Quelques bricks de fiction

### Littérature
- Le Arkham, dans « At the Mountains of Madness » de H. P. Lovecraft
- Le Bonito, dans « Freya of the Seven Isles » de Joseph Conrad
- Le Lightning, dans « The Rescue » de Joseph Conrad
- Le Covenant, dans « Enlevé ! », un roman de Robert Louis Stevenson
- Le Constanzia, dans « Un drame au Mexique », une nouvelle de Jules Verne
- Le Duncan, dans Les Enfants du capitaine Grant de Jules Verne
- Le Forward, dans Les Aventures du capitaine Hatteras de Jules Verne
- Le Speedy, le bateau pirate de L'Île mystérieuse de Jules Verne
- Le Grampus, dans Les Aventures d'Arthur Gordon Pym, une nouvelle d'Edgar Allan Poe
- L'Hellebore, dans « Nathaniel Drinkwater » de Richard Woodman
- L'Isle of Skye, dansThe Wreckers (High Seas Trilogy) de Iain Lawrence
- Le Jolly Roger, le bateau pirate du Capitaine Crochet dans « Peter Pan » de J. M. Barrie
- Le Molly Swash, dans « James Fenimore Cooper » de Jack Tier
- Le Poison Orchid, dans « Red Seas Under Red Skies » de Scott Lynch
- Le Rattlesnake (brick de 18 canons), commandé par Terence O'Brien dans « Peter Simple » de Frederick Marryat
- Le Sea Hawk, dans « The Pirate of the Mediterranean » de William Henry Giles Kingston
- L'HMS Sophie, dans « Master and Commander » de Patrick O'Brian
- Le Triton, dans « Ramage and the Freebooters » et « Governor Ramage R.N. » de Dudley Pope
- Le MS Wolverine, dans « Under the Jolly Roger » de L.A. Meyer
- L'Épervier dans Kernock le pirate d'Eugène Sue
- La Roxelane dans Le Capitaine Pamphile d'Alexandre Dumas
- L'Hispaniola dans le roman de L'Île au trésor de Robert Louis Stevenson
- Le Faucon Noir, dans la série de bandes dessinées Barbe-Rouge.
- La Jeune Hardie, dans le roman de Jules Verne Un Hivernage dans les glaces.

### Cinéma et séries télévisées
- L'Interceptor, dans le premier opus des films « Pirates des Caraïbes » (il s'agit en fait du Lady Washington)
- Le Porta Coeli et l'Amélie dans les séries « Horatio Hornblower » de C. S. Forester (adapté par la suite à l'écran)
- Le Rocher Noir (Black Rock dans la version originale), navire négrier apparaissant de façon récurrente dans la série télévisée américaine « Lost : Les Disparus »

### Jeux vidéo
- L'Aquila, dans le jeu vidéo « Assassin's Creed III »
- Le Jackdaw, dans le jeu vidéo « Assassin's Creed IV Black Flag »
- Le Morrigan, dans le jeu vidéo « Assassin's Creed Rogue »

### Musique
- Le Blue Bird, dans la chanson d'Evert Taube « Balladen om briggen Blue Bird av Hull »